# Cartercar Company

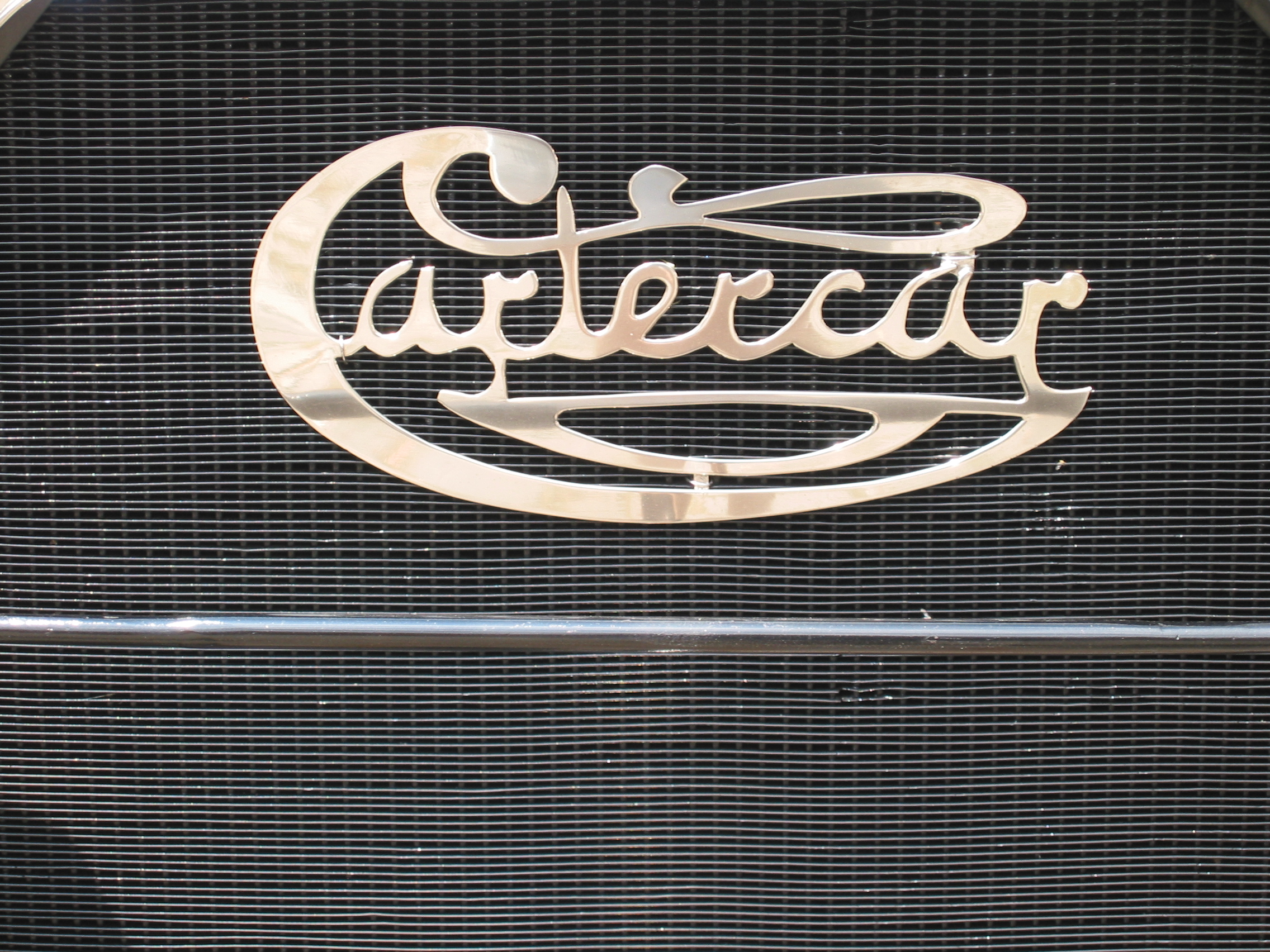
Emblem von Cartercar

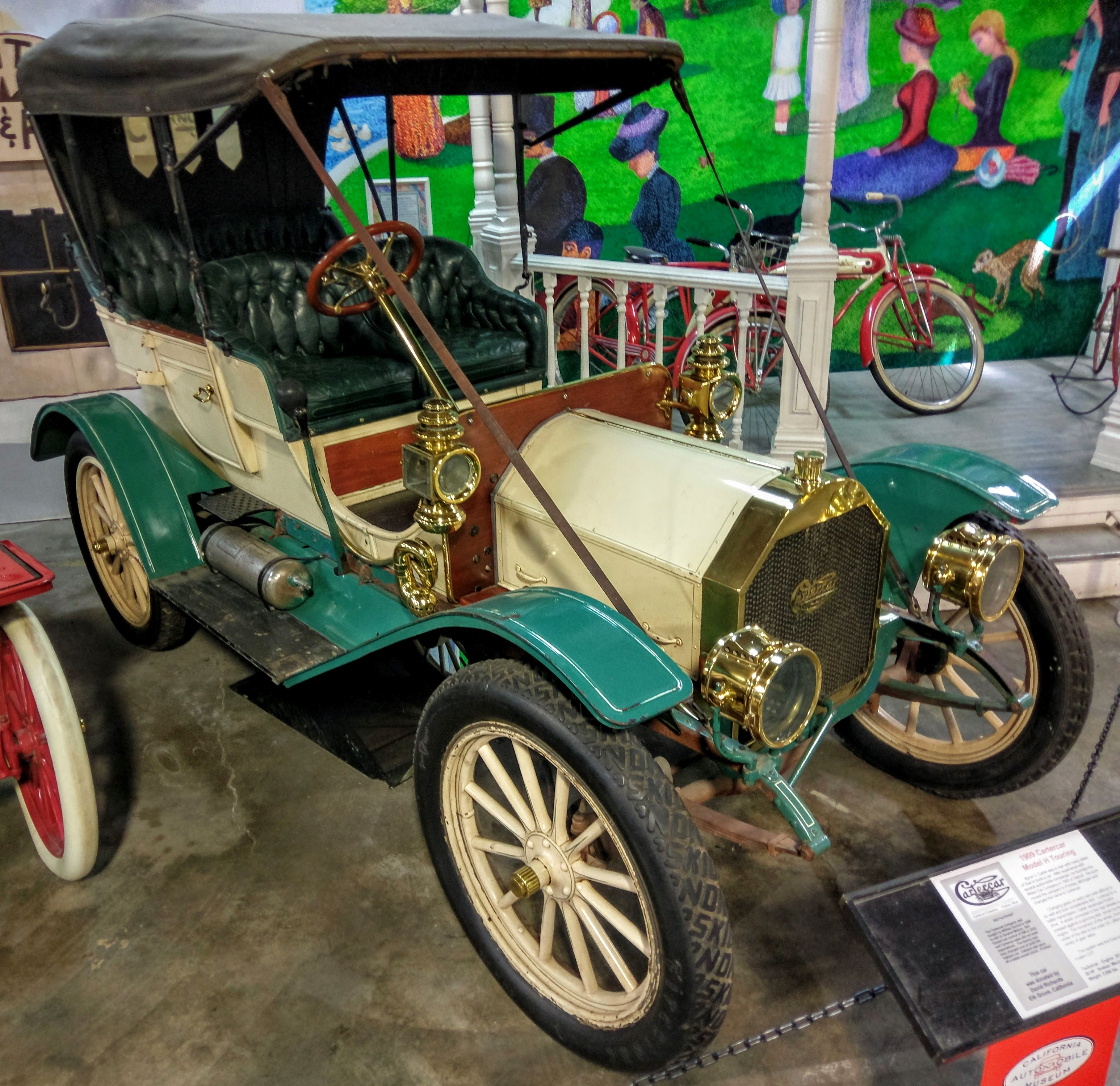
Cartercar Model H Touring; Zweizylinder von 1909

Die Cartercar Company war ein US-amerikanischer Automobilhersteller, der 1905 in Jackson (Michigan), 1906 in Detroit (Michigan) und 1907–1915 in Pontiac (Michigan) ansässig war.

## Geschichte
Byron J. Carter gründete 1905 die Motorcar Company in Jackson, nachdem er die Jackson Automobile Company im Streit mit seinen Partnern über die Auswahl von Getrieben verlassen hatte. Ende des Jahres zog die neue Firma nach Detroit um, da ihre Financiers dort saßen. Anfang 1907 benannte Carter seine Firma in Cartercar Company um. Im November 1908 siedelte das Unternehmen erneut um, nachdem er in Pontiac die Pontiac Spring & Wagon Works übernommen hatte, die Blattfedern, Kutschen, Fuhrwerke und einen Highwheeler herstellte. Deren Inhaber, Albert G. North und Harry G. Hamilton, hatten 1905 die Rapid Motor Vehicle Company erworben, die Nutzfahrzeuge und kleinere Busse herstellte. Sie war nicht Gegenstand dieses Verkaufs. Im Gegenzug erhielten North und Hamilton Aktien von Cartercar.
Das Cartercar wurde, besonders wegen seines Reibscheibengetriebes, in der Presse hochgelobt. Dieses Reibscheibengetriebe ist eine einfache Variante des Wälzkörpergetriebes und ein indirekter Vorläufer des heutigen CVT; beide bieten stufenlose Antriebsübersetzungen. Nach ca. 6500 km mussten die Papierfaserscheiben, die Teil des Getriebes waren, ersetzt werden, was aber nur 5,– US$ kostete, also den halben Preis einer neuen Fettfüllung eines gewöhnlichen Stirnradgetriebes.
Vom ersten auf das zweite volle Produktionsjahr verdoppelten sich die Verkaufszahlen; 1906 waren es 101 Stück, 1907 schon 264. Im Jahr darauf wurden 325 Exemplare verkauft.

### General Motors

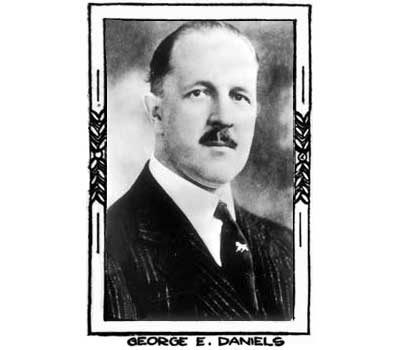
George Emory Daniels (1875–1954) leitete Cartercar von 1909 bis 1912

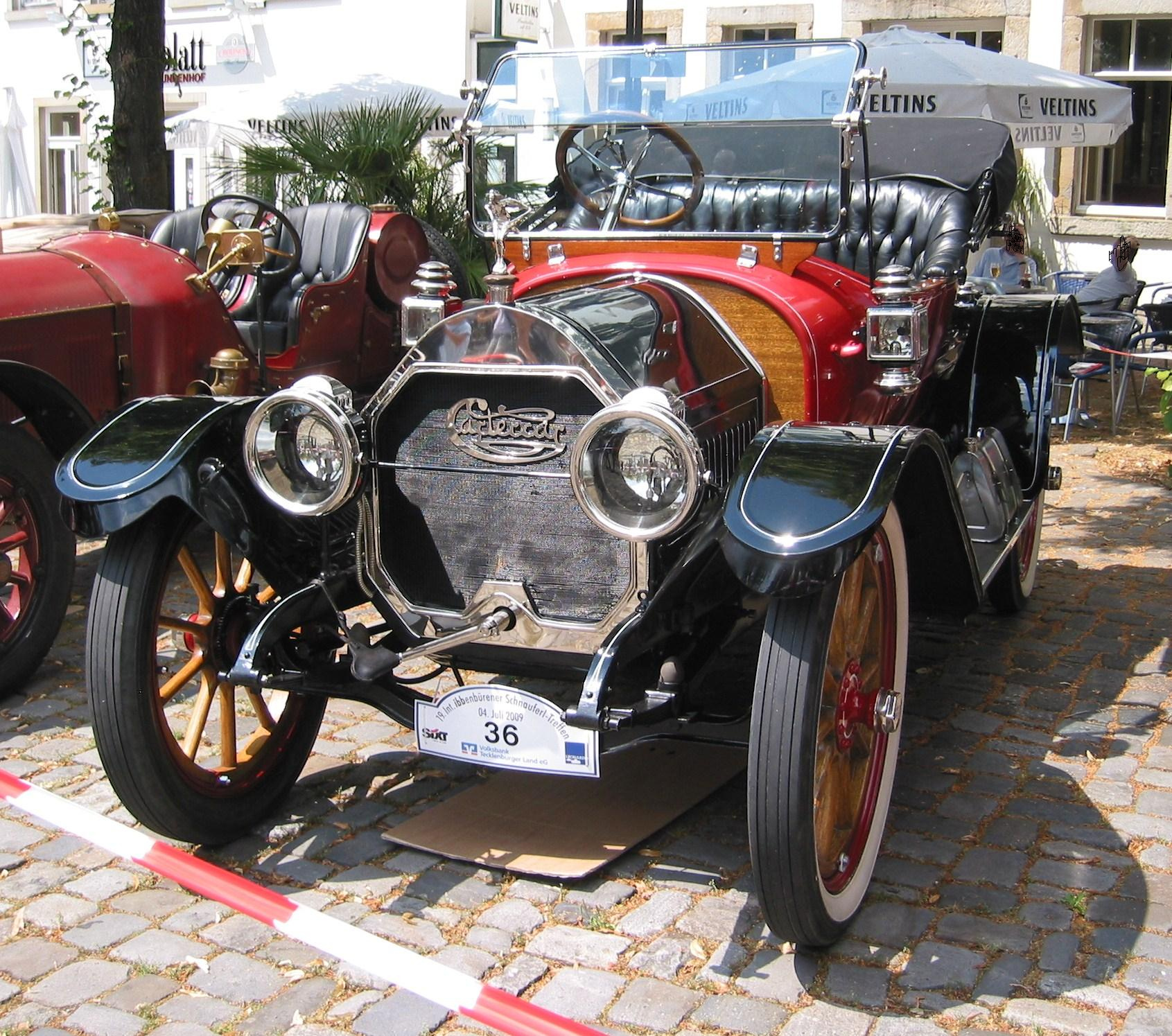
Cartercar Vierzylinder von 1912

Am 26. Oktober 1909 wurde Cartercar von General Motors (GM) übernommen. Damit gehörte das Unternehmen zu den 25 Gesellschaften, die deren Gründer, William C. Durant, in den anderthalb Jahren nach der Gründung von GM als Holdinggesellschaft erworben hatte; eine weitere war die erwähnte Rapid Motor Vehicle Company, die General Motors nach und nach als Nutzfahrzeugbereich des Konzerns und schließlich als GMC organisierte. Innerhalb weniger Tage wechselte der GM-Präsident George E. Daniels (1875–1954) ins Amt des Geschäftsführers von Cartercar.
Wie die meisten von Durants Käufen war auch diese Akquisition spekulativ. Zwar mied er Technologien wie Elektro- oder Dampfantrieb, doch deckten seine Unternehmen ganz unterschiedliche Preissegmente ab und suchten technische Alleinstellungsmerkmale. Bei Elmore war es der Zweitaktmotor, Rapid und Reliance Motor Truck Company deckten den Nutzfahrzeugbereich ab und bei Cartercar war es das Friktionsgetriebe. Durant hatte davon gelesen und stellte somit einen Check auf die Zukunft aus. Dass er nicht gedeckt war, zeigte die technische Entwicklung, die sich rasch vom Friktionsgetriebe löste.
1910 hatte General Motors Schulden von US$ 15 Mio. angehäuft. Einige der Erwerbungen waren sehr rentabel, etwa Cadillac, Buick und Oakland, doch das reichte nicht, um die Verluste anderer Gesellschaften aufzufangen. Die Banken erzwangen Durants Rücktritt und setzten Frank L. Storrow (1864–1926) als ihren Interessenvertreter im Präsidentenamt durch. Einem neuen Team unter seiner Führung gelang es nach und nach, das finanzielle Chaos zu ordnen. Er blieb nur zwei Monate im Amt, die Arbeit wurde aber von seinen Nachfolgern Thomas Neal und vor allem Charles W. Nash (1861–1948) fortgesetzt und der Konzern saniert. 
Dabei blieben zahlreiche kleinere unrentable Unternehmen auf der Strecke. Die Cartercar Company war nur eines davon. Anstatt die Produktion auf ein moderneres Konzept umzustellen und der Marke ein neues Image zu geben, wurde sie 1914 zu Gunsten des sehr erfolgreichen Oakland eingestellt. Die Entscheidung machte Sinn, weil beide Unternehmen ähnliche Märkte bedienten und Oakland dringend größere Kapazitäten benötigte; zudem schienen die von Durant prognostizierten Verkaufszahlen von 1000 bis 2000 Fahrzeugen pro Jahr unerreichbar. Daniels wurde danach Präsident von Oakland.
Befragt, warum er Cartercar kaufte, antwortete Durant später: „Sie sagen, ich hätte Cartercar nicht kaufen sollen. Ja, wie konnte denn jemand wissen, dass Cartercar nichts Richtiges sein würde? Sie hatten den Reibscheibenantrieb, den kein anderes Auto hatte. Woher sollte ich wissen, was diese Ingenieure als Nächstes sagen würden?“

## Automobile

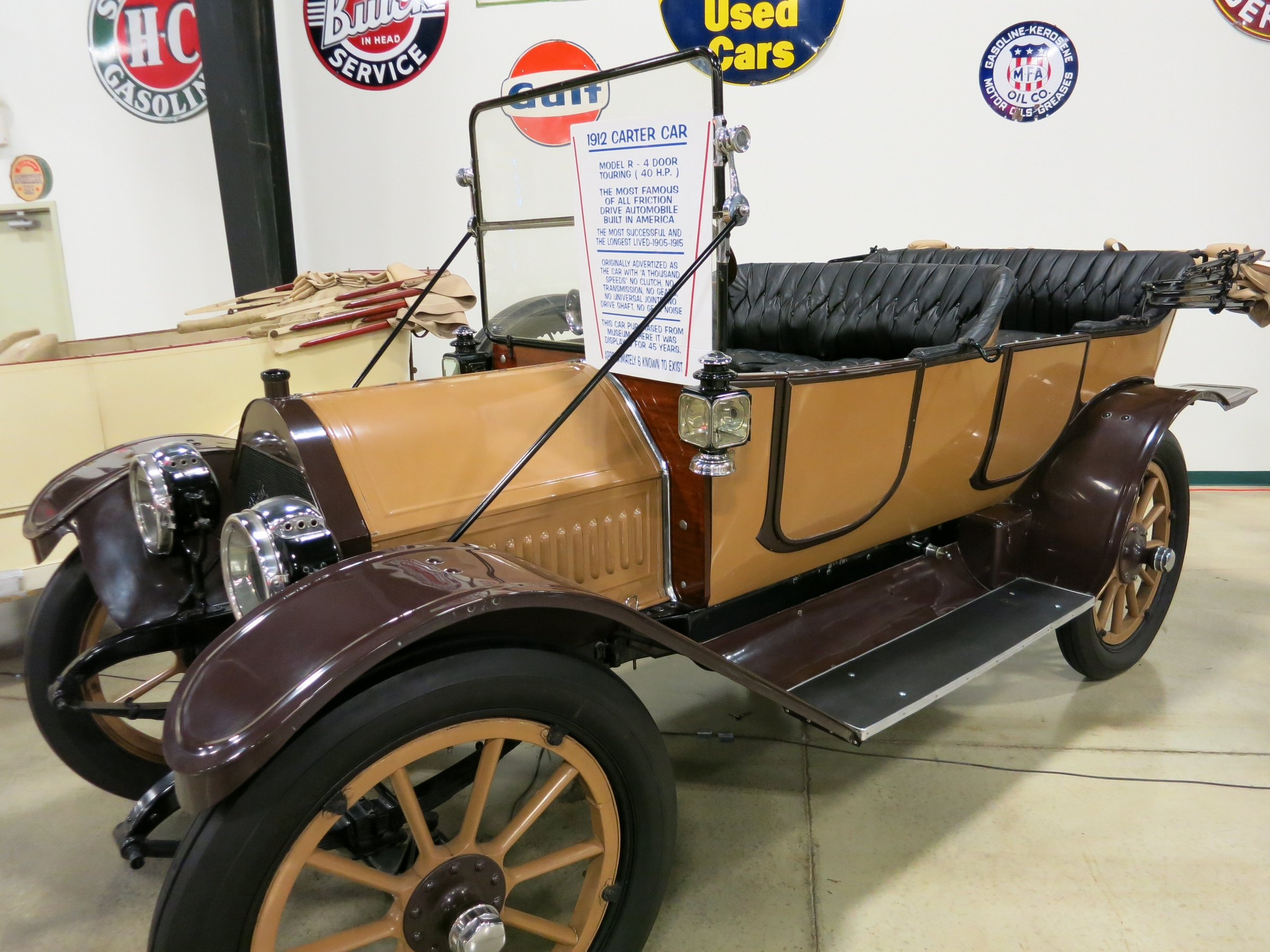
Cartercar Model R Touring; Vierzylinder von 1912. Das ausstellende Museum übertreibt etwas; nicht der Cartercar, sondern der von 1909 bis 1919 gebaute Metz war der erfolgreichste Wagen mit Friktionsgetriebe.

Die Firma begann mit einem Einzylindermotor, später kamen Zweizylinder-Boxermotoren, die bis 1909 eingesetzt wurden. Ab 1910 wurden nur noch Vierzylindermotoren eingebaut. Zwei Modelle, beide mit Vierzylinder-Blockmotoren, erschienen 1912; das Modell R besaß 4160 cm³ Hubraum, während das Modell S 5437 cm³ Hubraum hatte. Beide trieben die Hinterräder über eine Kette an. Es gab zwar andere Autos mit Reibscheibengetriebe, wie den Lambert, den Metz und den Petrel, aber keiner von ihnen wurde so lange produziert wie das Cartercar.
Das Unglück brach herein, als Byron Carter 1908 beim Versuch, ein abgestelltes Auto zu starten, den Tod fand. Die zurückschlagende Anlasskurbel traf ihn an der Backe und verursachte eine Wunde, an der sich Wundbrand bildete, der schließlich tödlich endete. Carter war ein persönlicher Freund von Henry M. Leland, dem Gründer von Cadillac. Sein tragischer Tod führte zur Entwicklung des Self-Starters (eingeführt 1912), des ersten erfolgreichen elektrischen Anlassers, sodass man künftig auf die gefährliche Anlasskurbel verzichten konnte.
Weil man mit dem Reibscheibengetriebe jede Übersetzung einstellen konnte und nicht an festgelegte Gänge gebunden war, wurde der Cartercar als das “Auto mit tausend Gängen” angepriesen. Ein anderer Werbetext behauptete: „Es ist schwierig, ein Cartercar zu verbessern“.

### Modelle
| Modell / Rating nach A.L.A.M. | Bauzeitraum | Zylinder | Hubraum  | Leistung         | Radstand     | Bemerkungen                 |
| ----------------------------- | ----------- | -------- | -------- | ---------------- | ------------ | --------------------------- |
| A                             | 1905        | 1        |          | 6,5 bhp (4,8 kW) | 1905 mm      |                             |
| B                             | 1905        | 1        |          | 7,5 bhp (5,5 kW) | 1905 mm      |                             |
| C                             | 1905        | 2 Boxer  |          | 10 bhp (7,4 kW)  | 1981 mm      |                             |
| 20 hp 20 HP A.L.A.M.          | 1906        | 2 Boxer  | 2896 cm³ | 20 bhp (14,7 kW) | 2388 mm      |                             |
| 22/24 hp 20 HP A.L.A.M.       | 1907        | 2 Boxer  | 2896 cm³ | 22 bhp (16,4 kW) | 2388 mm      |                             |
| 25 hp 24,2 HP A.L.A.M.        | 1908        | 2 Boxer  | 3504 cm³ | 25 bhp (18,4 kW) | 2438 mm      |                             |
| H 18/20 hp 18 HP A.L.A.M.     | 1909        | 2 Boxer  | 2468 cm³ | 18 bhp (13,4 kW) | 2540 mm      |                             |
| G / K 22/24 hp 20 HP A.L.A.M. | 1909        | 2 Boxer  | 2896 cm³ | 22 bhp (16,4 kW) | 2616 mm      |                             |
| H 25,6 HP A.L.A.M.            | 1910        | 4 Reihe  | 3295 cm³ | 25 bhp (18,4 kW) | 2540 mm      |                             |
| L 28,9 HP A.L.A.M.            | 1910–1911   | 4 Reihe  | 4185 cm³ | 30 bhp (22,4 kW) | 2540–2794 mm | 1910: 30/35 hp 1911: 35 hp  |
| T 16,2 HP A.L.A.M.            | 1911        | 2 Boxer  | 2345 cm³ |                  | 2489 mm      |                             |
| H 25,6 HP A.L.A.M.            | 1911–1912   | 4 Reihe  | 3295 cm³ | 30 bhp (22 kW)   | 2591 mm      |                             |
| M 32,4 HP A.L.A.M.            | 1911        | 4 Reihe  | 4691 cm³ | 40 bhp (29 kW)   | 3048 mm      |                             |
| R 27,23 HP A.L.A.M.           | 1912        | 4 Reihe  | 4161 cm³ | 40 bhp (29 kW)   | 2845 mm      |                             |
| S 32,4 HP A.L.A.M.            | 1912        | 4 Reihe  | 5473 cm³ | 45 HP A.L.A.M.   | 3099 mm      |                             |
| 5 27,23 HP A.L.A.M.           | 1913–1914   | 4 Reihe  | 4161 cm³ | 40 bhp (29 kW)   | 2946 mm      |                             |
| 7 / 9 19,6 HP A.L.A.M.        | 1914–1915   | 4 Reihe  | 3153 cm³ | 31 bhp (23 kW)   | 2692 mm      | 1914: Model 7 1915: Model 9 |

Quellen und Tabelle N.A.C.C. Horse-Power Rating.

## Literatur

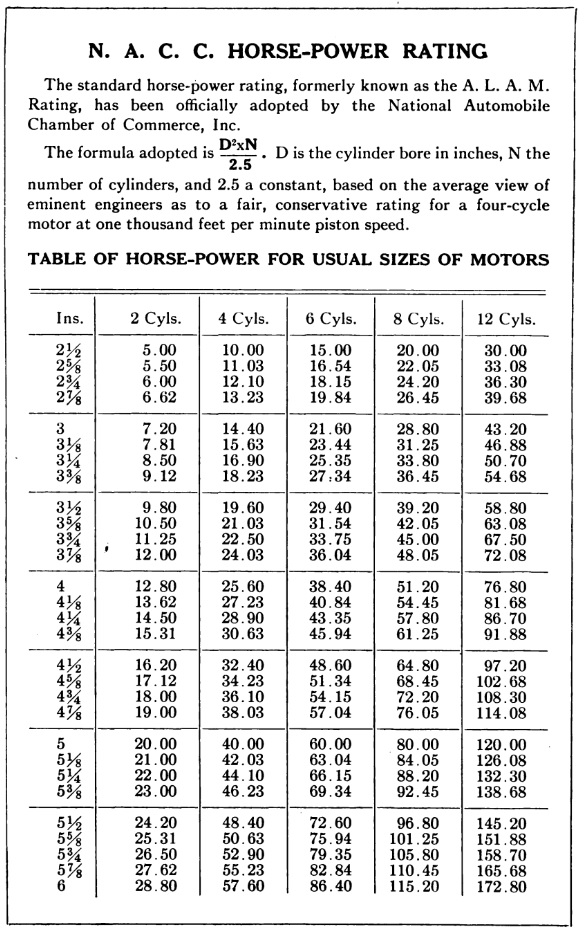
N.A.C.C. Horse-Power Rating.